# Sante Marie
Sante Marie là một đô thị thuộc tỉnh L'Aquila trong vùng Abruzzo của Ý. Ý. Đô thị này có diện tích 40 km², dân số 1342 người. Các làng trực thuộc: Castelvecchio, Scanzano, San Giovanni, Santo Stefano, Tubione. Các đô thị giáp ranh gồm:
Borgorose (RI), Carsoli, Magliano de' Marsi, Pescorocchiano (RI), Tagliacozzo